# Yuma
Yuma es una ciudad ubicada en el condado de Yuma, en el extremo suroeste del estado estadounidense de Arizona. En el censo de 2010 tenía una población de 93 064 habs. y una densidad poblacional de 398 hab/km². Se encuentra muy cerca del lugar donde el río Gila se une al río Colorado, muy cerca de la frontera con California y México. Yuma posee el récord mundial de horas de sol al año: 4127.

## Geografía
Yuma se encuentra ubicada en las coordenadas 32°30′59″N 114°31′19″O / 32.51639, -114.52194. Está cerca de los límites entre los estados de California y Arizona. Según la Oficina del Censo de los Estados Unidos, Yuma tiene una superficie total de 311,87 km², de la cual 311,52 km² corresponden a tierra firme y 0,35 km² (0,11 %) es agua.

## Clima
Yuma posee un clima árido, propio del desierto de Sonora. No supera los 100 mm anuales de lluvia, y las temperaturas superan los 40 °C casi 100 días al año (época estival, concentrados entre mayo y septiembre). A estas elevadas temperaturas contribuye el elevado número de horas de insolación, 4127, que es el más alto registrado en el planeta.

## Demografía
Según el censo de 2010, había 93 064 personas residiendo en Yuma. La densidad de población era de 398,41 hab./km². De los 93 064 habitantes, Yuma estaba compuesto por el 68,78 % blancos, el 3,23 % eran afroamericanos, el 1,77 % eran amerindios, el 1,86 % eran asiáticos, el 0,22 % eran isleños del Pacífico, el 19,6 % eran de otras razas y el 4,54 % pertenecían a dos o más razas. Del total de la población el 54,84 % eran hispanos o latinos de cualquier raza.

## Personajes nacidos en Yuma
- César Chávez (1927-1993), activista estadounidense de origen mexicano, fundador de la Unión de Campesinos.

## Educación
El Distrito Escolar Yuma Union High gestiona las escuelas preparatorias (high schools) públicas de Yuma.